# The Sandlot 2
The Sandlot 2 (Brasil: Uma Turma Divertida ) é um filme de aventura americano dirigido por David Mickey Evans lançado em 2005.

## Elenco
- Max Lloyd-Jones
- James Willson
- Samanta Burton
- Brett Kelly
- Cole Evan Weiss
- Neilen Benvegnu
- Sean Berdy
- James Earl Jones
- Greg Germann